# Cho Jung-tai
Cho Jung-tai (卓榮泰T, Zhuó RóngtàiP; Taipei, 22 gennaio 1958) è un politico taiwanese, primo ministro di Taiwan dal 20 maggio 2024.

## Biografia
Nato a Taipei, Cho Jung-tai ha studiato presso l'Università di Soochow e l'Università Nazionale Chung Hsing, dove ha conseguito un bachelor of laws.
Cho è entrato in politica nel 1987, lavorando inizialmente come assistente presso il consiglio comunale di Taipei. Nel 1999, viene eletto allo Yuan legislativo, dove rimane membro fino al 2004, anno in cui viene nominato vicesegretario generale della presidenza della repubblica sotto Chen Shui-bian.
In seguito, ha svolto il ruolo di segretario generale di gabinetto dal settembre 2005 al gennaio 2006, e poi dal settembre 2017 al dicembre 2018.
Ha presieduto il PPD dal gennaio 2019 fino al maggio 2020, quando la presidente della repubblica Tsai Ing-wen ha ripreso la carica di leader.
Dopo la vittoria alle elezioni presidenziali del 2024, il presidente eletto Lai Ching-te ha scelto Cho Jung-tai come primo ministro di Taiwan, avente funzione di presidente dello Yuan esecutivo. È entrato in carica il 20 maggio 2024.